# Cocky Gastelaars
Cocky Gastelaars est une nageuse néerlandaise, née le 24 février 1938 à Rotterdam.

## Carrière
Le 3 mars 1956, Cocky Gastelaars établit un nouveau record du monde du 100 m nage libre quelques jours après que l'Australienne Dawn Fraser a battu le record alors détenu depuis 1936 par une autre Néerlandaise, Willy den Ouden. Elle bat son propre record le 14 avril de la même année, puis cette référence est à nouveau abaissée par Dawn Fraser le 25 août.
Alors qu'elle est une prétendante à une médaille olympique en 1956, elle ne peut pas se présenter lors des Jeux olympiques de Melbourne à cause de la décision du Comité olympique néerlandais de boycotter l'évènement pour protester contre l'insurrection de Budapest.
Lors des Championnats d'Europe de 1958 à Budapest, elle remporte deux titres en relais (4 × 100 mètres nage libre et 4 × 100 mètres 4 nages) et une médaille d'argent en 100 m nage libre.
Elle participe aux Jeux olympiques de 1960 à Rome mais elle n'y remporte aucune médaille, terminant 7e du 100 m nage libre et participant aux séries du relais 4 × 100 mètres nage libre.
Elle remporte à nouveau l'or du 4 × 100 mètres nage libre aux Championnats d'Europe de 1962 à Leipzig.